# محمد بن علي التركي
محمد بن علي بن محمد بن منصور التركي الخالدي النجدي الحنبلي (ت. 1380 هـ)، عالم فقيه وأديب، قاضي المدينة سنة 1345هـ ومساعد رئيس القضاة في مكة عام 1346هـ ومدرّس في مدرسة العلوم الشرعية والمسجد النبوي.

## مولده ونشأته
وُلد في عنيزة سنة 1301 هـ -وقيل 1299- وحفظ القرآن صغيرا، ثم سافر وهو في الرابعة عشرة مع أخيه إلى مكة للتجارة.

## ممن درس على أيديهم
كان ممن درس عليهم محمد بن علي بن محمد التركي:
- أحمد بن إبراهيم بن عيسى
- أبو بكر خوقير
- صالح بافضل
- عبد الرحمن الدهان
- عبد الرحمن الزواوي
- علي المالكي
- عبد الله أبوالخيور
- شعيب الدكالي
- وممن قرأ عليهم:
- صالح القاضي
- محمد بن عبد الكريم الشبل
- عبد الله بن عايض

وكانت بينه وبين العلامة ابن سعدي مباحثات ومذاكرات.

## رحلته العلمية
دخل المدرسة الصولتية بمكة في جمادى الآخرة 1335، وخرج منها في 16 شوال 1337 مسافرا للهند، فزار دهلي وبومباي وكلكتا وحيدر أباد، وقرأ على علمائها، ثم عاد للعراق، ومنه للمدينة، وقرأ على علمائها، ثم سنة 1340 سافر إلى مصر وفلسطين، وزار الشام واتصل بعلمائها، ودخل المدرسة الشطّية.
وهو أحد من درَّس في المساجد الثلاثة، وكان مفتي القدس محمد أمين الحسيني يستمع للدروس التي ألقاها التركي في المسجد الأقصى، ويقول: إنه لم يجلس على هذا الكرسي بعد الشيخ محمد عبده أحسن منه.
وكان قد درَّس في الحرم المكي، ثم مُنع بسبب صراحته وجرأته في إنكار البدع والمنكرات، فرحل للمدينة ودرَّس في مسجدها، إلى أن مُنع أيضا بسبب إنكاره على الخطيب استدلاله بأحاديث موضوعة في مسألة زيارة القبر، فاستعدى عليه الخطيبُ أمير المدينة علي بن الحسين، فأخرجه من المدينة، وعاد إلى عنيزة.
وبعد سنوات قليلة دخل الملك عبد العزيز الحجاز، فعين المترجم 
- قاضيا في المدينة سنة 1345هـ
- مساعدا لرئيس القضاة في مكة سنة 1346هـ، إلى أن استعفى من القضاء سنة 1346هـ
- ثم عاد للمدينة مدرّسًا في مدرسة العلوم الشرعية والمسجد النبوي،

وارتحل سنة 1357 للرياض والأحساء والقطيف وبعض إمارات الخليج، وعاد فأقام في المدينة النبوية.
ثم طلبه سماحة المفتي محمد بن إبراهيم للتدريس في الرياض عند افتتاح المعهد العلمي سنة 1371 فاعتذر، واستمر يدرّس في المدينة إلى وفاته؛ حتى صار من أبرز أعلامها، قال الشيخ محمد منير آغا الدمشقي رحمه الله معددا علماء المدينة في عصره: «..والشيخ محمد بن تركي، العالم الأثري السلفي المشهور، الذي قلَّ أن يوجد مثله في هذا العصر».
قال الشيخ صالح السليمان العمري: «كان رحمه الله ملجأ لطلبة العلم من السعوديين والغرباء وغيرهم، يستشيرونه، ويساعدهم فيما يقدر عليه، وقد فرّق جميع ثروته على طلبة العلم، والذي أعرفه أنه لم يترك لنفسه شيئا من ذلك».

## تلاميذه من الشيوخ
لقد درّس الشيخ التركي بالحرمين الشريفين، وقد خلّف تلامذةَ من بعده نشروا العلم، وأصبحوا مشايخ وعلماء مشهورين، نذكر منهم:
- محمد منصور خطاب
- عبيد الله كردي
- سليمان الصنيع
- محمد بن سيف
- عبد العزيز البسام
- عبد الله الفهيد
- عبد العزيز الفريج

## الكتب التي ذُكِرَ فيها ترجمته
- تاريخ نجد وحوادثها لصالح القاضي (35)
- نموذج من الأعمال الخيرية لمنير آغا (435)
- تراجم متأخري الحنابلة (ص28)
- علماء آل سليم (2/495)
- مشاهير علماء نجد (402)
- تحفة الإخوان في تراجم الأعيان لابن باز (ص35)
- علماء نجد (6/333)
- قضاة المدينة للزاحم (1/105)
- تذكرة أولي النهى (5/245 وفيه نقل رثاء الشيخ فيصل المبارك له)
- روضة الناظرين (2/285)
- المبتدأ والخبر (5/322)
- معجم مصنفات الحنابلة (7/56)
- «الحنابلة خلال 13 قرنًا» للطريقي (10/409)
- أعلام المكيين (1/29)
- ملحق النعت الأكمل (433)
- تاريخ القضاء والقضاة (4/25)
- موسوعة أسبار (2/851)
- أعلام من أرض النبوة لأنس الكتبي (2/180) وفيه صورته.

## وفاته
مرض نحو سنة، وتوفي صباح الجمعة 20/6/1380، وصُلي عليه في المسجد النبوي.